# Efeito Tyndall

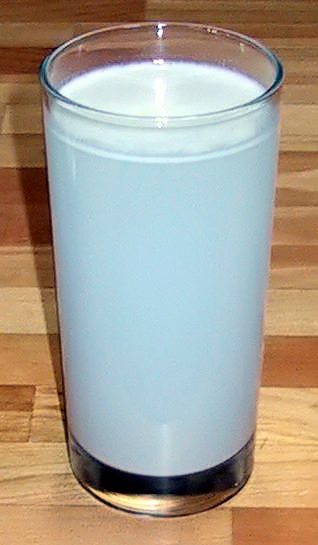
A farinha suspensa na água parece ser azul porque apenas a luz dispersa atinge o observador e a luz azul é espalhada pelas partículas de farinha mais do que a luz vermelha.

O efeito Tyndall é o efeito óptico da dispersão da luz pelas partículas coloidais, abordado no ramo da físico-química. Os sistemas coloidais são dispersões nas quais suas partículas têm tamanho médio entre 1 nm e 1000 nm. O efeito Tyndall foi descoberto e descrito pela primeira vez pelo físico e químico inglês Michael Faraday, porém esse efeito porta o nome do físico irlandês John Tyndall (02 de agosto de 1820 - 04 de dezembro de 1893) por ter sido este a conseguir explicar corretamente como esse fenômeno ocorre.
O Efeito Tyndall ocorre quando há o espalhamento da luz pelas partículas em suspensão. Neste caso, é possível visualizar o trajeto que a luz faz, pois estas partículas, ao espalhar os raios luminosos, atuam como fontes luminosas secundárias. Assim, as partículas "emprestam" energia da onda eletromagnética à medida que ela se propaga pelo meio e, então, emitem esta energia dentro de um ângulo sólido, cujo vértice é cada partícula.
Se o meio for tratado como contínuo, as inomogeneidades ópticas do meio são responsáveis pelo espalhamento de luz do efeito Tyndall. Neste caso, é como se o meio fosse caracterizado por um Refração#Índice de refração variável e o "tamanho" das regiões nas quais o espalhamento ocorre é determinado pelas distâncias onde o índice de refração varia significativamente. Do ponto de vista físico, é como se o espalhamento de luz fosse apenas a difração da onda luminosa pelas inomogeneidades do meio.
Uma solução coloidal ou coloide possui o diâmetro médio de suas partículas dispersas entre 1 e 1 000 nm. Alguns exemplos de soluções coloidais são: gelatina na água, leite (gordura e proteínas em água), maionese (óleo, vinagre e ovo), shampoo na água, sangue (plasma ou parte líquida + glóbulo vermelhos + glóbulos brancos) e cosméticos em geral, como cremes de pele e loções de beleza.
O Quadro 1 mostra como eles são classificados, com exemplos elucidativos.
| Fase Dispersa | Meio de Dispersão | Nome técnico     | Exemplos                     |
| ------------- | ----------------- | ---------------- | ---------------------------- |
| sólido        | gás               | aerossol         | fumaça                       |
| líquido       | gás               | aerossol         | spray de cabelo, névoa       |
| sólido        | líquido           | sol ou gel       | tintas                       |
| líquido       | líquido           | emulsão          | leite, maionese              |
| gás           | líquido           | espuma           | espuma extintora de incêndio |
| sólido        | sólido            | dispersão sólida | rubi, algumas ligas          |
| líquido       | sólido            | dispersão sólida | betume asfáltico, sorvete    |
| gás           | sólido            | emulsão sólida   | espuma isolante              |

Quadro 1 - Classificação dos Colóides. Fonte: ATKINS, 2006.